# Крыл, Карел
Карел Крыл (чеш. Karel Kryl; 12 апреля 1944, Кромержиж, Протекторат Богемии и Моравии — 3 марта 1994, Мюнхен, Германия) — чехословацкий и чешский поэт, певец, автор-исполнитель и прозаик. Один из ярких представителей «чешской антикоммунистической протестной песни». В народе также имел неформальный титул «поэт с гитарой». Из-за проблем с властями во время нормализации (1969—1989) жил в ФРГ и работал в редакции радиостанции «Свободная Европа». Крыла неоднократно сравнивают с Владимиром Высоцким, Дином Ридом и Бобом Диланом.

## Биография
Карел Крыл родился в Кромержиже в семье книгоиздателей — его отец и дед владели собственной типографией, где печатали книги лучших поэтов и прозаиков. Кроме Карела, в семье было ещё двое детей — дочь Мария (род. 1943) и сын Ян (род. 1947).
В 5 лет Крыл впервые стал свидетелем политических репрессий — типография отца и деда была уничтожена, а семья вынуждена была жить в подвале. В атмосфере семейных бесед с элементами чтения и пения сформировался будущий талант певца, мечтавшего в те годы быть гончаром.
После окончания 8 классов средней школы, в 1958 году Крыл поступает в техническое училище в Бехине на керамиста. По его окончании в 1962 году работает на фабрике керамики в Теплице как кадровый работник и контролёр качества работ. Примерно в это же время начинает писать и исполнять первые песни, в большинстве своём шуточные. В 1966 году Крыл увольняется и переезжает в Оломоуц, а немного позже — в Остраву, где работает в редакции Чехословацкого радио.
В конце 1967 года Карел Крыл переезжает в Прагу, где работает на телевидении в отделе документалистики.
Первый большой успех Крыла как автора-исполнителя выпадает на 1969 год — в марте вышел его дебютный альбом «Bratříčku, zavírej vrátka!» (Братишка, закрывай ворота!). Заглавная песня альбома была написана в ночь на 21 августа — день вторжения войск стран Варшавского договора в Чехословакию. Карел Крыл стал одним из известнейших представителей авторской песни и завоевал авторитет и признание среди прогрессивной молодёжи. Основными темами песен, кроме политической ситуации в стране, также были искажение исторических фактов, пропаганда атеизма и проблемы экологии. Нередко также в текстах присутствуют элементы метафоры либо вольные пересказы библейских сюжетов.
1969 год — пик популярности барда. Крыл даёт концерты в учебных заведениях, на которых открыто заступается за Яна Палаха, Яна Зайица и других студентов, совершающих самосожжения в знак протеста. Кроме песен, певец также писал стихи и готовился издавать первый поэтический сборник. Однако, этим планам не суждено было осуществиться из-за введения жёсткой цензуры и гонений со стороны властей. В сентябре того же года Карел Крыл выступает на фестивале авторской песни в ФРГ, где и просит политического убежища.
В эмиграции Крыл начинает работать в редакции радиостанции «Свободная Европа» — сначала удалённо, а позже стал вести спортивные, политические и музыкальные программы. Параллельно с работой на радио певец продолжал писать песни и стихи, записывать новые альбомы и издавать книги со стихами. Пластинки и книги Крыла провозились в Чехословакию контрабандой, их стоимость на «чёрном рынке» доходила до 2000 чехословацких крон (по тем временам — огромные деньги), а их хранение дома и/или открытое слушанье/чтение могло привести к уголовной ответственности и неприятностям на работе либо учебном заведении. Его песни звучали на волнах «Свободной Европы», сигналы которой в Чехословакии и других социалистических странах пресекались.
Одновременно с работой на радио Карел Крыл учился на искусствоведческом факультете Людвиг-Максимилианского университета в Мюнхене, с которого в 1979 году был отчислен. Крыл также давал в Германии концерты для эмигрантов из Чехословакии и Польши. Один из таких концертов был записан и имел хождение под наименованием «Solidarita. Mnichov 1982» (Солидарность. Мюнхен, 1982)
30 ноября 1989 года Карел Крыл возвращается в Чехословакию. Одна из причин возвращения — смерть матери. Проходят первые после двадцатилетнего перерыва концерты на родине, неизменно заканчивающиеся аншлагом. К тому времени публика уже знала многие песни Крыла наизусть, но в лицо его никто не видел. Поэтому первые концерты обычно начинались авторской шуткой «Карел Крыл заболел, поэтому я его сегодня заменяю».
После «бархатной революции» и «бархатного развода» Крыл продолжил работать в жанре протестной песни, однако новыми объектами становились чиновники, злоупотреблявшие «бархатной революцией».
3 марта 1994 года Карел Крыл умер в Мюнхене. Причина смерти — сердечный приступ. Прощальная церемония прошла в Праге, при этом на похороны не пришёл ни один политический или общественный деятель. Похоронен на Бржевновском кладбище в Праге.
Карел Крыл был дважды женат:
- первая жена — Эва Седларжова (1973-75);
- вторая жена — немка Марлен Бронсерт (с 1976 года).

Детей в обоих браках не было.
В течение всей эмиграции Карел Крыл не подал запроса о смене гражданства, так как боялся потерять гражданство Чехословакии.

## Дискография
На сегодняшний день дискографию Карела Крыла составляют 10 студийных альбомов, 8 концертных альбомов и 7 компиляций.
Указывается дата записи, а не издания.
- 1969: Ostrava 1967—1969
- 1969: Bratříčku, zavírej vrátka!
- 1969: Živě v Československu 1969
- 1969: Rakovina
- 1970: Maškary
- 1979: Karavana mraků
- 1982: Solidarita. Mnichov 1982
- 1983: Plaváček
- 1984: Ocelárna
- 1988: Karel Kryl in Boston (магнитоальбом)
- 1988: Dopisy (магнитоальбом)
- 1989: Koncert 1989
- 1989: Jedůfky (выпущен в 1996 году)
- 1990: Tekuté písky
- 1990: Koncerty 1989/1990 (выпущен в 2011 году на DVD)
- 1990: Karel Kryl v Poděbradech
- 1991: Live!
- 1991: Zas padá listí
- 1992: Dvě půle lunety aneb Rebelant o lásce
- 1992: Monology
- 1993: Kdo jsem…? Poslední zpověď
- 1993: Děkuji (выпущен в 1995 году)

## Награды
- Большой крест ордена Томаша Гаррига Масарика (Чехия, 2014, посмертно)
- Медаль «За заслуги» II степени (Чехия, 1995, посмертно)
- Почётная медаль ТГМ от «Демократического движения Масарика»[6]